# سام باري (تنس)
سام باري (بالإنجليزية: Sam Barry)‏ مواليد 27 يناير 1992 في جزيرة أيرلندا، هو لاعب كرة مضرب أيرلندي بدأ مسيرته كمحترف سنة 2010 يلعب باليد اليمنى. أعلى تصنيف له في الفردي كان المركز الـ 286 في سنة 2014. أعلى تصنيف له في الزوجي كان 340.

## النهائيات
الفوز (4)
| الرقم | التاريخ       | الدورة  | الأرضية | المنافس في النهائي | النتيجة       |
| ----- | ------------- | ------- | ------- | ------------------ | ------------- |
| 1.    | 8 ديسمبر 2013 | الدوحة  | صلبة    | ليام برودي         | 7–6(7–2), 6–4 |
| 2.    | 11 مايو 2014  | عسقلان  | ترابية  | أدريان بوسل        | 4–6, 6–1, 6–2 |
| 3.    | 14 يونيو 2014 | هرتسليا | صلبة    | بيتر كوبيلت        | 6–4, 7–6(7–5) |
| 4.    | 31 أغسطس 2014 | ليبرفيل | صلبة    | روان رولوفس        | 6–3, 7–5      |

## روابط خارجية
- سام باري على موقع رابطة محترفي التنس (الإنجليزية)
- سام باري على موقع الاتحاد الدولي لكرة المضرب (الإنجليزية)
- سام باري على موقع كأس ديفيز (الإنجليزية)
- سام باري على موقع خلاصة التنس.كوم (الإنجليزية)
- سام باري على موقع إي إس بي إن.كوم (الإنجليزية)